# مسابقه ایران و آمریکا در جام جهانی فوتبال ۱۹۹۸
مسابقه آمریکا و ایران در جام جهانی ۱۹۹۸، یک دیدار فوتبال بود که در تاریخ ۲۱ ژوئن ۱۹۹۸، بین ایران و ایالات متحده در مرحله گروهی جام جهانی ۱۹۹۸ در ورزشگاه ژرلان در لیون فرانسه برگزار شد. این مسابقه که از آن به عنوان «مادر تمام بازی‌ها» و «سیاسی‌ترین بازی تاریخ جام جهانی» نام برده شده‌است، با پیروزی ۲–۱ برای ایران به پایان رسید. که نخستین پیروزی این تیم در تاریخ جام‌های جهانی بود.
حمید استیلی و مهدی مهدوی‌کیا برای ایران گلزنی کردند، درحالی که برایان مک‌براید تک گل آمریکا را به ثمر رساند.

## پیش‌زمینه
از زمان انقلاب اسلامی و روی کار آمدن جمهوری اسلامی، روابط میان آمریکا و ایران حالت خصمانه‌ای به‌خود گرفته بود. با حمله دانشجویان پیرو خط امام به سفارت آمریکا و همچنین حمایت آمریکا از عراق در جریان جنگ ایران و عراق، روابط میان دو کشور تیره‌تر هم شد.
بر اساس قوانین فیفا، در آغاز مسابقه تیم B باید برای دست‌دادن به سمت تیم A برود. در این دیدار، ایران تیم B بود و آمریکا A؛ در نتیجه، ایرانی‌ها باید به سمت آمریکایی‌ها می‌رفتند. اما مهرداد مسعودی، یکی از مسئولان رسانه‌ای فیفا، با آمریکایی‌ها مذاکره کرد و قرار شد تا برخلاف شیوه مرسوم، آنان به سمت ایرانیان بروند و با آن‌ها دست بدهند.
در جریان مراسم پیش از آغاز مسابقه، بازیکنان ایرانی به رقیبان آمریکایی خود رزهای سفید، به‌عنوان سمبل صلح، هدیه دادند.

## مسابقه

### جزئیات
| ایالات متحده آمریکا | ۱–۲    | ایران                               |
| ------------------- | ------ | ----------------------------------- |
| برایان مک‌براید ۸۷'  | Report | حمید استیلی ۴۱' · مهدی مهدوی‌کیا ۸۳' |

| ایالات متحده | ایران |

| GK          | ۱۸ | کیسی کلر          |     |     |
| DF          | ۲  | فرانکی هیدوک      |     |     |
| DF          | ۳  | ادی پاپ           |     |     |
| DF          | ۵  | توماس دولی (c)    |     | '82 |
| DF          | ۶  | دیوید رجیس        | '18 |     |
| MF          | ۱۰ | تب راموس          |     | '57 |
| MF          | ۱۳ | کوبی جونز         |     |     |
| MF          | ۲۱ | کلودیو رینا       |     |     |
| FW          | ۷  | Roy Wegerle       |     | '57 |
| FW          | ۹  | جوئه ماکس مور     |     |     |
| FW          | ۲۰ | برایان مک‌براید    |     |     |
| تعویضی‌ها:   |    |                   |     |     |
| MF          | ۸  | ارنی استوارت      |     | '57 |
| MF          | ۱۴ | Preki             |     | '57 |
| MF          | ۱۹ | Brian Maisonneuve |     | '82 |
| سرمربی:     |    |                   |     |     |
| استیو سمسون |    |                   |     |     |

| GK         | ۱  | احمدرضا عابدزاده (c) |     |     |
| DF         | ۴  | محمد خاکپور          |     |     |
| DF         | ۱۴ | نادر محمدخانی        |     | '75 |
| DF         | ۱۷ | جواد زرینچه          | '77 | '77 |
| DF         | ۲۰ | مهدی پاشازاده        |     |     |
| MF         | ۲  | مهدی مهدوی‌کیا        |     |     |
| MF         | ۶  | کریم باقری           |     |     |
| MF         | ۹  | حمید استیلی          |     |     |
| MF         | ۲۱ | مهرداد میناوند       | '8  |     |
| FW         | ۱۰ | علی دایی             |     |     |
| FW         | ۱۱ | خداداد عزیزی         |     | '74 |
| تعویضی‌ها:  |    |                      |     |     |
| MF         | ۷  | علیرضا منصوریان      |     | '74 |
| DF         | ۵  | افشین پیروانی        |     | '75 |
| DF         | ۳  | نعیم سعداوی          |     | '77 |
| سرمربی:    |    |                      |     |     |
| جلال طالبی |    |                      |     |     |

| کمک داورها: لاورن راوسسی (سوئیس) نیکولا گرگریسکو (رومانی) داور چهارم لوسیان بوچاردو (نیجر) |

## پسامد
پس از پیروزی تاریخی ایران در برابر ایالات‌متحده، ایرانیان برای رقص و پایکوبی به خیابان آمدند.
جف آگوس، مدافع سابق آمریکا، دربارهٔ این مسابقه گفت: «کاری که ما در ۹۰ دقیقه انجام دادیم، از کاری که سیاست‌مداران در ۲۰ سال انجام داده بودند، تاثیرگذارتر بود». ۱۸ ماه بعد، دو تیم در یک دیدار دوستانه به‌مصاف هم رفتند.
| جایگاه | تیم          | بازی | برد | مساوی | باخت | گل زده | گل خورده | تفاضل | امتیاز | وضعیت              |
| ------ | ------------ | ---- | --- | ----- | ---- | ------ | -------- | ----- | ------ | ------------------ |
| 1      | آلمان        | ۳    | ۲   | ۱     | ۰    | ۶      | ۲        | ۴+    | ۷      | صعود به مرحله حذفی |
| 2      | یوگسلاوی     | ۳    | ۲   | ۱     | ۰    | ۴      | ۲        | ۲+    | ۷      | صعود به مرحله حذفی |
| 3      | ایران        | ۳    | ۱   | ۰     | ۲    | ۲      | ۴        | ۲-    | ۳      | حذف در مرحله گروهی |
| 4      | ایالات متحده | ۳    | ۰   | ۰     | ۳    | ۱      | ۵        | ۴-    | ۰      | حذف در مرحله گروهی |

با وجود این، هر دو تیم در همان مرحله گروهی حذف شدند و نتوانستند به مرحله بعد راه پیدا کنند. ایران در جایگاه سوم قرار گرفت و آمریکا، بدون هیچ امتیازی، چهارم شد.